# Amaranthus muricatus
Amaranthus muricatus — вид квіткових рослин родини амарантові (Amaranthaceae). Етимологія: muricatus походить від лат. murex — оболонка молюска, посилаючись на шорсткі плоди.

## Опис
Багаторічна, трав'яниста, кореневищна рослина з білуватими стеблами. Стебла 15–55 см, голі. Листові пластини 2–8 × 0,3–2,5 см, лінійні або ланцетні. Суцвіття — пазушна і кінцева волоть. Сім'янки (1,7)2 мм, грубі. Насіння 1–1,5 мм, чорного кольору. Цвіте з червня по жовтень.

## Середовище проживання
Батьківщина: Південна Америка: Аргентина; Парагвай; Уругвай; Болівія. Інвазивний вид, натуралізований у США, Австралії, Африці та Середземномор'ї: Балеарські острови, Канарські острови, Мадейра, Франція, Греція, Іспанія, Гібралтар, Італія, Португалія, Марокко, Мальта.